# Az Álmosvölgy legendája epizódjainak listája
Ez a lap Az Álmosvölgy legendája című sorozat epizódjait listázza.

## Évados áttekintés
| Évad | Évad | Részek száma | Részek száma | Eredeti sugárzás     | Eredeti sugárzás  | Eredeti adó | Magyar sugárzás   | Magyar sugárzás   | Magyar adó |
| Évad | Évad | Részek száma | Részek száma | Évadbemutató         | Évadzáró          | Eredeti adó | Évadbemutató      | Évadzáró          | Magyar adó |
| ---- | ---- | ------------ | ------------ | -------------------- | ----------------- | ----------- | ----------------- | ----------------- | ---------- |
|      | 1.   | 13           | 13           | 2013. szeptember 16. | 2014. január 20.  | Fox         | 2014. február 4.  | 2014. április 28. | Fox        |
|      | 2.   | 18           | 18           | 2014. szeptember 22. | 2015. február 23. | Fox         | 2014. november 3. | 2015. április 6.  | Fox        |
|      | 3.   | 18           | 18           | 2015. október 1.     | 2016. április 8.  | Fox         | 2015. november 9. | 2016. május 16.   | Fox        |
|      | 4.   | 13           | 13           | 2017. január 6.      | 2017. március 31. | Fox         | 2017. április 10. | 2017. július 3.   | Fox        |

## Epizódok

### Első évad (2013-2014)
| Sor. | Év. | Cím                                              | Rendező           | Író | Premier                                | Nézettség         | Gyártási szám |
| --- | --- | ------------------------------------------------ | ----------------- | --- | -------------------------------------- | ----------------- | ------------- |
| 1. | 1.  | Bevezető rész (Álmosvölgy legendája) (Pilot)     | Len Wiseman       | Történet: Roberto Orci ,Alex Kurtzman ,Phillip Iscove, Len Wiseman Tévéjáték: Alex Kurtzman , Roberto Orci, Phillip Iscove | 2013. szeptember 16. 2014. február 4.  | 10,10 millió n.a. | 101           |
| 1781-ben George Washington tábornok arra kéri Ichabod Crane-t, hogy kutassa fel a Lovas nevű zsoldost, és ölje meg. Ichabod lefejezi a férfit, de saját életét is fel kell áldoznia? Ám 2013-ban felébred öröknek hitt álmából. A Lovas szintén visszatért, hogy megkeresse levágott fejét és teljes erejét visszanyerve a világra szabadítsa a Jelenések Könyvében megjövendölt Apokalipszist. Megállításában Ichabod egy rendőrhadnagy segítségére szorul, aki szintén találkozott a természetfelettivel Sleepy Hollow városában. |     |                                                  |                   | |                                        |                   |               |
| 2. | 2.  | Vérhold (Blood Moon)                             | Ken Olin          | Roberto Orci , Alex Kurtzman , Mark Goffman                                                                                | 2013. szeptember 23. 2014. február 10. | 8,59 millió n.a.  | 102           |
| Míg alkalmazkodni próbál a XXI. századhoz, Ichabod rejtélyes víziót lát, ami elvezeti az első katonához a gonosz seregéből, akiknek vezetésére a Lovas visszatért. Mindeközben, Andy Brooks, akit mestere támasztott fel, szintén munkához lát, Abbie-hez pedig különös látogató érkezik a múltjából. |     |                                                  |                   | |                                        |                   |               |
| 3. | 3.  | A gonosz győzelméért (For the Triumph of Evil)   | John F. Showalter | Történet: Phillip Iscove Tévéjáték: Jose Molina                                                                            | 2013. szeptember 30. 2014. február 17. | 7,97 millió n.a.  | 103           |
| Abbie-t álmában egy szem nélküli lény kísérti, aki a jövőről és a múltról szóló víziókat mutat meg nekik. Miközben válaszokat keres, Abbie két rejtélyes öngyilkossági ügyben kezd nyomozni Ichaboddal, és hamarosan rájönnek, hogy ezekért is az álmában látott lény a felelős. Ha nem akar a szellem következő áldozata lenni, Abbie-nek szembe kell néznie a múltjával és azzal, ami közte és testvére, Jenny között történt. |     |                                                  |                   | |                                        |                   |               |
| 4. | 4.  | Salamon kis kulcsai (The Lesser Key of Solomon)  | Paul Edwards      | Damian Kindler | 2013. október 7. 2014. február 24.     | 7,96 millió n.a.  | 104           |
| Abbie meggyőzi Irving századost, hogy Ichaboddal Jenny nyomába eredhessen, aki megszökött az intézetből. Hamarosan meg is találják: a lány egy misztikus könyvet keres, amellyel egy titkos társaság tagjai sötét uruk parancsára a pokol démonait szabadíthatnák a világra. |     |                                                  |                   | |                                        |                   |               |
| 5. | 5.  | John Doe (John Doe)                              | Ernest Dickerson  | Melissa Blake | 2013. október 14. 2014. március 3.     | 7,59 millió n.a.  | 105           |
| Egy fiatal fiú tűnik fel a semmiből, aki egy halálos betegségben szenved. Ichabod rájön, hogy a gyerek egy eltűnt településről, Roanoke-ról származhat. A Pestisként is ismert lovas annyi betegséget akar a világra szabadítani, hogy végre teljesen visszanyerje erejét, és ebben csak Abbie és Ichabod tudja megállítani. |     |                                                  |                   | |                                        |                   |               |
| 6. | 6.  | A bűnevő (The Sin Eater)                         | Ken Olin          | Történet: Aaron Rahsaan Thomas Tévéjáték: Alex Kurtzman , Mark Goffman                                                     | 2013. november 4. 2014. március 10.    | 7,08 millió n.a.  | 106           |
| Amikor Ichabod Crane eltűnik, felesége, Katrina, egy vízióban megjelenik Abbie Millsnek, és figyelmezteti, hogy a Fej Nélküli Lovas alkonyatkor visszatér Sleepy Hollowba. A kétségbeesett Abbie segítséget kér a rejtélyes Henry Parrishtól, aki tudja, hogyan oldható fel a Crane és a Fejnélküli közötti végzetes kötelék. Mindeközben Crane-nek szembe kell néznie a múltja egy darabjával, ami mélyen felkavarja, és közben arra is fény derül, hogyan ismerkedtek meg Katrinával. |     |                                                  |                   | |                                        |                   |               |
| 7. | 7.  | Éjszakai vágta (The Midnight Ride)               | Doug Aarniokoski  | Heather V. Regnier | 2013. november 11. 2014. március 17.   | 7,03 millió n.a.  | 107           |
| Abbie és Ichabod titkos jelek után kutat, hogy elűzhessék a gonoszt Sleepy Hollowból, Abbie-t pedig váratlanul meglátogatja a titokzatos Andy Brooks. |     |                                                  |                   | |                                        |                   |               |
| 8. | 8.  | A sötétségbe (Necromancer)                       | Paul Edwards      | Mark Goffman, Phillip Iscove                                                                                               | 2013. november 18. 2014. március 24.   | 7,09 millió n.a.  | 108           |
| Ichabod, Abbie, Irving százados és Jenny együtt néznek szembe a Fej Nélküli Lovassal. Amikor Ichabod találkozik végzetével, megdöbbentő új információk derülnek ki a Lovas valódi indítékairól, amelyek mindent megváltoztatnak. |     |                                                  |                   | |                                        |                   |               |
| 9. | 9.  | A szentély (The Golem)                           | Liz Friedlander   | Damian Kindler, Chitra Elizabeth Sampath                                                                                   | 2013. november 25. 2014. március 31.   | 6,56 millió n.a.  | 109           |
| Ichabod és Abbie egy eltűnt személy után nyomoz. A keresés egy gyarmatosítás korabeli házhoz vezeti őket, amely titkokat tartogat Ichabod múltjáról? és a régóta itt szunnyadó gonoszt is szabadjára engedik. |     |                                                  |                   | |                                        |                   |               |
| 10. | 10. | Gólem (The Golem)                                | J. Miller Tobin   | Történet: Alex Kurtzman Tévéjáték: Mark Goffman , Jose Molina                                                              | 2013. december 9. 2014. április 7.     | 6,65 millió n.a.  | 110           |
| Amikor Ichabod kideríti, hogy volt egy fia, akiről még csak nem is tudott, minden áron utána akar járni, hogy felesége miért tartotta titokban terhességét, és mi lett a gyermek sorsa. A válaszok megtalálásáért Crane Henry Parrish segítségéhez folyamodik, abban a reményben, hogy a Bűnevő különleges képességeivel kapcsolatba léphet túlvilági börtönében raboskodó feleségével. Bár Parrish beleegyezik, hogy segít Ichabodnak, de figyelmezteti a férfit, hogy a másvilági utazásnak váratlan és halálos következményei lehetnek. A jóslat be is teljesedik, amikor egy hatalmas lény követi Ichabodot a Purgatóriumból az élők világába, hogy elpusztítsa azokat az erőket, amelyek kiszabadíthatnák Katrinát a börtönéből. Mindeközben Irving százados lehangoló látogatást tesz egy öreg plébánosnál, és megpróbál kibékülni Isten akaratával, de egyáltalán nem tetszik neki, amit a Biblia a Két Tanú és követői sorsáról mond. |     |                                                  |                   | |                                        |                   |               |
| 11. | 11. | A porhüvely (The Vessel)                         | Romeo Tirone      | Történet: Mark Goffman , David McMillan Tévéjáték: Melissa Blake                                                           | 2014. január 13. 2014. április 14.     | 6,46 millió n.a.  | 111           |
| Ancitif, Moloch egyik szolgája, aki áldozatait megérintve képes megszállni őket és így testről testre utazni, 7 év után baljós üzenettel tér vissza Sleepy Hollowba, hogy figyelmeztesse Irving századost: ha nem adja át George Washington Bibliáját, amely értékes fegyver lehet a Moloch elleni harc során, akkor lánya, Macey nagy veszélybe kerül. Ichabod és Abbie nem akar engedni a démon követelésének, így Corbin seriff archívumában kezdik keresni legújabb ellenfelük gyengéjét, ahol megdöbbentő nyomokat találnak a démon régi áldozataival kapcsolatban. Bár Ichabod és Abbie megtalálják a túlvilági lény legyőzésének kulcsát, mégis versenyt kell futniuk az idővel, hogy megszerezzenek egy kulcsfontosságú relikviát. Mindeközben Irving százados is lépéseket tesz, hogy megóvja családját, de elővigyázatossága haszontalannak bizonyul, amikor a ravasz démon beszivárog a helyi rendőrök közé, Jenny pedig újabb részletet tár fel a múltjából, ami közelebb hozhatja őt Abbie-hez. |     |                                                  |                   | |                                        |                   |               |
| 12. | 12. | A Nélkülözhetetlen ember (The Indispensable Man) | Adam Kane         | Történet: Sam Chalsen Tévéjáték: Damian Kindler , Heather V. Regnier                                                       | 2014. január 20. 2014. április 21.     | 6,82 millió n.a.  | 112           |
| Andy Brooks helyettes seriff, Moloch élőhalott és meglehetősen kelletlen szolgája, visszatér Sleepy Hollowba, és újra szerelmet vall Abbie-nek. Érzelmei zálogául menedéket ajánl a lánynak a közelgő apokalipszis elől, és amikor visszautasítják, megismétli vészjósló figyelmeztetését, amely szerint Ichabod végül el fogja árulni Abbie-t. Mindeközben Crane felidézi utolsó találkozását Washington tábornokkal, és elkezdi feltárni a Biblia rejtélyes titkait. Tudomást szerez egy térképről, amelyet Washington készített, és felbecsülhetetlen értékűnek bizonyulhat Katrina megmentése során. Lelkesedését némileg lehűti a tény, hogy Molochnak pontosan ugyanerre a térképre van szüksége, ha le akarja rohanni az élők világát. Henry Parrish segítségével Crane és Mills elindul a térkép felkutatására, pedig pontosan tisztában vannak azzal, hogy milyen következményekkel kell számolniuk, ha a relikvia az ellenség kezébe kerül. Mindeközben Brooks - Abbie legutóbbi visszautasítása miatt - megint hűséget fogad mesterének, Molochnak, és új külsőt kap jutalmul. A Sleepy Hollowban történtek következtében Irving után vizsgálódni kezd a felettese, mert a százados nem tud bővebb magyarázatot adni a gyilkosságsorozattal és egyik beosztottja halálával kapcsolatban. |     |                                                  |                   | |                                        |                   |               |
| 13. | 13. | Rossz vér (Bad Blood)                            | Ken Olin          | Alex Kurtzman , Mark Goffman                                                                                               | 2014. január 20. 2014. április 28.     | 7,05 millió n.a.  | 113           |
| 13 évvel azután, hogy a fiatal Abbie és Jenny Mills először találkoztak a Moloch nevű démonnal, Henry Parrish felébred rettenetes álmából, és vészjósló üzenetet hoz Ichabodnak és Abbie-nek: Moloch azt tervezi, hogy ma éjszaka szabadjára engedi a Második Lovast, a Háborút. Amikor Ichabod és Abbie megtudja, hogy csak egy boszorkány képes megakadályozni a Háború érkezését, belátják, hogy nincs más választásuk, mint megpróbálni kiszabadítani Katrinát a Purgatóriumból... Ehhez azonban önként kell besétálniuk Moloch erődítményébe. Mindeközben Irving százados attól tart, hogy a DNS tesztek kapcsolatba fogják hozni lányát, Maceyt a védett házban elkövetett gyilkosságokkal. Mivel nem akar beszámolni a mészárlásért felelős természetfeletti erőkről - vagyis a Maceyt megszálló démonról, aki az apokalipszist akarta elszabadítani -, inkább magára vállalja a bűntény elkövetését. Irvinget felmentik a szolgálatból, és őrizetbe helyezik, de előtte még fontos nyomra bukkan Corbin seriff archívumában. Jenny pedig megdöbbentő felfedezést tesz, amikor megoldja Moloch egyik rejtvényét, de talán már elkésett azzal, hogy keresztülhúzza a démon számításait. |     |                                                  |                   | |                                        |                   |               |

### Második évad (2014-2015)
| Sor. | Év. | Cím                                        | Rendező          | Író                                                                  | Premier                                 | Nézettség        | Gyártási szám |
| --- | --- | ------------------------------------------ | ---------------- | -------------------------------------------------------------------- | --------------------------------------- | ---------------- | ------------- |
| 14. | 1.  | Háború (This Is War)                       | Ken Olin         | Mark Goffman                                                         | 2014. szeptember 22. 2014. november 3.  | 5,51 millió n.a. | 201           |
| Ichabod egy koporsóban találja magát élve eltemetve; Abbie a purgatóriumban ragad, Ichabod feleségét, Katrinát elrabolja a fej nélküli lovas, Frank Irving százados rács mögé kerül egy gyilkosságért, amelyet nem ő követett el, Abbie testvére, Jenny pedig szörnyű autóbalesetet szenved. Ezek az események nagyrészt annak köszönhetőek, hogy Henry Parish, Ichabod és Abbie bizalmasa valójában Ichabod és Katrina fia és az Apokalipszis második lovasa. Henry, aki nem más, mint a Háború Lovasa a Fej Nélküli Lovas oldalán pusztulást hozhat Sleepy Hollowra. |     |                                            |                  |                                                                      |                                         |                  |               |
| 15. | 2.  | Az emberszabású (The Kindred)              | Paul Edwards     | Mark Goffman , Albert Kim                                            | 2014. szeptember 29. 2014. november 10. | 5,04 millió n.a. | 202           |
| Ichabod Crane és Abbie Mills hadnagy merész tervet eszel ki, hogy megszöktessék Ichabod feleségét, Katrinát a Fej Nélküli Lovas fogságából, ehhez azonban fel kell támasztaniuk egy Frankenstein-szerű lényt, amelyet Benjain Franklin alkotott. Mindeközben Frank Irving újra bajba kerül, miután feltárja annak részleteit, hogy miként találkozott egy démonnal, Jenny Mills pedig vitába keveredik a város új sheriffjével. |     |                                            |                  |                                                                      |                                         |                  |               |
| 16. | 3.  | Minden gonosz forrása (Root of All Evil)   | Jeffrey Hunt     | Melissa Blake , Donald Todd                                          | 2014. október 6. 2014. november 17.     | 4,46 millió n.a. | 203           |
| Amikor Sleepy Hollow több lakosa is váratlanul erőszakosan tettekre ragadtatja magát, Crane és Mills kideríti, hogy a szokatlan viselkedésért egy rejtélyes "Júdás érme" felelős, amely tulajdonosa legsötétebb vágyait hozza felszínre. Annak érdekében, hogy visszaszerezzék az érmet, mielőtt még nagyobb káoszt okozna, a Két Tanú egy helyi kalandor segítségét kéri, aki különösen is érdeklődik a ritka és misztikus régiségekért. |     |                                            |                  |                                                                      |                                         |                  |               |
| 17. | 4.  | Ahova küldelek (Go Where I Send Thee...)   | Doug Aarniokoski | Damian Kindler                                                       | 2014. október 13. 2014. november 24.    | 4,76 millió n.a. | 204           |
| Abbie és Crane egy eltűnt gyermek után nyomoz Sleepy Hollowban, és rábukkannak egy lényre, amely a hamelni patkányfogó című mesében szereplő idegenre hasonlít, aki varázssípjával csalogatja el a városka gyanútlan fiataljait a közeli hegyekbe. A különös szerzet és a család története egy ősi átok miatt fonódott össze. |     |                                            |                  |                                                                      |                                         |                  |               |
| 18. | 5.  | A síró hölgy (The Weeping Lady)            | Larry Teng       | M. Raven Metzner                                                     | 2014. október 20. 2014. december 1.     | 5,02 millió n.a. | 205           |
| Egy élőhalott nő tűnik fel Ichabod Crane múltjából Sleepy Hollowban, aki nem kíméli az útjába kerülőket. Mindeközben Katrina és Crane nyugtalanító dolgokat tud meg egymás múltjáról, Abbie-nek pedig szokatlan hódolója akad. |     |                                            |                  |                                                                      |                                         |                  |               |
| 19. | 6.  | Szakadék szélén (And the Abyss Gazes Back) | Doug Aarniokoski | Heather V. Regnier                                                   | 2014. október 27. 2014. december 8.     | 4,62 millió n.a. | 206           |
| Ichabodnak és Abbie-nek egy "Wendigo"-t, vagyis egy vad vérfarkasszerű lényt kell legyőznie, amely emberi vérre szomjazik. A páros versenyt fut az idővel - és a túlságosan is ismerős ellenféllel -, hogy megakadályozzák egy régi jó barát elátkozott fiának végső átalakulását. Mindeközben Frank Irvingre nehéz döntés vár, mert lelkének felszabadításáért gyilkolnia kell. |     |                                            |                  |                                                                      |                                         |                  |               |
| 20. | 7.  | Megszabadítás (Deliverance)                | Nick Copus       | Sam Chalsen , Nelson Greaves                                         | 2014. november 3. 2014. december 15.    | 4,52 millió n.a. | 207           |
| Katrinának sikerül megszöknie, miután Henry látszólag megmérgezi, és eljut Abbie-hez és Ichabodhoz. Ám hamarosan ráébrednek, hogy Katrinára a halálnál is rosszabb vár. Ha Ichabod meg akarja gyógyítani a feleségét, meg kell győznie Henryt, hogy használja képességeit az édesanyja megmentésére. |     |                                            |                  |                                                                      |                                         |                  |               |
| 21. | 8.  | Szívtelen (Heartless)                      | David Boyd       | Albert Kim                                                           | 2014. november 10. 2014. december 22.   | 4,65 millió n.a. | 208           |
| Henry új tervet eszel ki, hogy újra megidézhesse Molochot a Földön, ezért elküld egy succubust, amelynek emberi életerőt kell gyűjtenie. Mindeközben Ichabod és Katrina próbálnak újra megbízni egymásban, ám Abbie nem hisz társa feleségének. |     |                                            |                  |                                                                      |                                         |                  |               |
| 22. | 9.  | Mama (Mama)                                | Wendey Stanzler  | Damian Kindler                                                       | 2014. november 17. 2014. december 29.   | 4,68 millió n.a. | 209           |
| Három rejtélyes öngyilkosság történik a tarrytowni pszichiátrián, így Reyes Abbie-t küldi az esetek felderítésére. Abbie hamarosan rájön, hogy édesanyja szellemét látták az épületben, ezért megpróbál utánajárni, hogy vajon Lori felelős-e a tragédiákért. |     |                                            |                  |                                                                      |                                         |                  |               |
| 23. | 10. | Magnum Opus (Magnum Opus)                  | Doug Aarniokoski | Donald Todd                                                          | 2014. november 24. 2015. január 5.      | 4,28 millió n.a. | 210           |
| Miközben Moloch egyre növekszik és arra készül, hogy a világra szabadítsa lovasát, Abbie és Ichabod versenyt futnak az idővel, hogy megtalálják Matuzsálem kardját, mielőtt még a Fej Nélküli Lovas szerzi meg és viszi el mesterének az ereklyét. |     |                                            |                  |                                                                      |                                         |                  |               |
| 24. | 11. | Az akéda (The Akeda)                       | Dwight Little    | Mark Goffman                                                         | 2014. december 1. 2015. január 12.      | 4,51 millió n.a. | 211           |
| Amikor Ichabod és Abbie megtudja, hogy mi az ára annak, ha használják Matuzsálem kardját, dönteniük kell, hogy hajlandóak-e feláldozni magukat Moloch és Henry legyőzéséért. |     |                                            |                  |                                                                      |                                         |                  |               |
| 25. | 12. | Elveszett Paradicsom (Paradise Lost)       | Russell Fine     | M. Raven Metzner                                                     | 2015. január 5. 2015. január 21.        | 4,48 millió n.a. | 212           |
| Ichabod és Abbie próbál magához térni a Molochhal történt összecsapás után, és találkoznak egy Orion nevű angyallal, aki talán a segítségükre lehet. Mindeközben Katrina reménykedik, hogy maradt még emberség Abrahamben. |     |                                            |                  |                                                                      |                                         |                  |               |
| 26. | 13. | Pittura Infamante (Pittura Infamante)      | John Leonetti    | Melissa Blake                                                        | 2015. január 19. 2015. március 2.       | 4,19 millió n.a. | 213           |
| Egy műkincsrestaurátor rejtélyes halálát követően Ichabodot és Katrinát emlékeztetik egy régi barátjukra a múltból: Abigail Adamsre. Mindeközben Abbie váratlan látogatóval találkozik. |     |                                            |                  |                                                                      |                                         |                  |               |
| 27. | 14. | Kali Yuga (Kali Yuga)                      | Doug Aarniokoski | Történet: Heather V. Regnier Tévéjáték: Sam Chalsen , Nelson Greaves | 2015. január 26. 2015. március 9.       | 4,37 millió n.a. | 214           |
| Ichabod, Abbie és Jenny segítségével Nick Hawley szembenéz gonosz gyermekkori gyámjával, Frank Irving százados pedig hozzászokik új életéhez. |     |                                            |                  |                                                                      |                                         |                  |               |
| 28. | 15. | A varázsló (Spellcaster)                   | Paul Edwards     | Albert Kim                                                           | 2015. február 2. 2015. március 16.      | 4,38 millió n.a. | 215           |
| A szálemi boszorkánypert előidéző boszorkánymester megszökik a purgatóriumból, és visszatér, hogy megtaláljon egy veszélyes varázskönyvet. Mindeközben Abbie próbál újra megbízni Frank Irvingben, Henry pedig önmagát keresi. |     |                                            |                  |                                                                      |                                         |                  |               |
| 29. | 16. | A felszín alatt (What Lies Beneath)        | Dwight Little    | Történet: Damian Kindler , Phillip Iscove Tévéjáték: Damian Kindler  | 2015. február 9. 2015. március 23.      | 3,87 millió n.a. | 216           |
| Amikor egy csapat geodéta eltűnik a föld alatt, Ichabod és Abbie nyomozni kezd, és megdöbbentő felfedezést tesz. A páros talál egy Thomas Jefferson által tervezett rejtélyes széfet, és benne egy értékes kincset, amely több, mint 200 éve rejtőzik a mélyben. |     |                                            |                  |                                                                      |                                         |                  |               |
| 30. | 17. | Ébredés (Awakening)                        | Doug Aarniokoski | M. Raven Metzner                                                     | 2015. február 16. 2015. március 30.     | 4,47 millió n.a. | 217           |
| Ichabod és Abbie harcba száll egy csoporttal, akik egy hatalmas boszorkányszekta újjáélesztésén fáradoznak, Jenny pedig nyugtalanító dolgokat tud meg Frank Irvingről. |     |                                            |                  |                                                                      |                                         |                  |               |
| 31. | 18. | Tempus Fugit (Tempus Fugit)                | Paul Edwards     | Mark Goffman                                                         | 2015. február 23. 2015. április 6.      | 4,35 millió n.a. | 218           |
| A varázslatos sorozat második évada eléri drámai végkifejletét, Sleepy Hollow és lakói soha nem lesznek már ugyanolyanok, mint korábban. Ismerős arcokat veszítünk el, egy kulcsfontosságú kapcsolat pedig örökre tönkremegy. |     |                                            |                  |                                                                      |                                         |                  |               |

### Harmadik évad (2015-2016)
| Sor. | Év. | Cím                                                  | Rendező            | Író                                               | Premier                               | Nézettség        | Gyártási szám |
| --- | --- | ---------------------------------------------------- | ------------------ | ------------------------------------------------- | ------------------------------------- | ---------------- | ------------- |
| 32. | 1.  | Egy szem tanú nem szemtanú (I, Witness)              | Peter Weller       | Albert Kim                                        | 2015. október 1. 2015. november 9.    | 3,46 millió n.a. | 301           |
| Abbie Mills üzenetet kap Ichabod Crane-től, miután hónapokig nem hallott felőle. Új, gonosz erővel kell szembeszállniuk, és régi barátoktól kapnak segítséget, hogy megküzdhessenek a Sleepy Hollowra leselkedő új veszéllyel. |     |                                                      |                    |                                                   |                                       |                  |               |
| 33. | 2.  | Suttogások a sötétben (Whispers in the Dark)         | Russell Fine       | M. Raven Metzner                                  | 2015. október 8. 2015. november 16.   | 3,27 millió n.a. | 302           |
| Régi tetteik újra kísérteni kezdik Crane-t, Abbie-t és Jennie-t, így ideje tisztázniuk magukat. |     |                                                      |                    |                                                   |                                       |                  |               |
| 34. | 3.  | Vér és félelem (Blood and Fear)                      | Kate Dennis        | Damian Kindler                                    | 2015. október 15. 2015. november 23.  | 2,97 millió n.a. | 303           |
| Félelem uralkodik el Sleepy Hollowban, amikor Pandora egy ősi varázstárgyat szabadít el szelencéjéből, amely az embereket rémisztő, múltbeli lényekké változtatja. |     |                                                      |                    |                                                   |                                       |                  |               |
| 35. | 4.  | A Mills-nővérek (The Sisters Mills)                  | Guillermo Navarro  | Heather V. Regnier                                | 2015. október 22. 2015. november 30.  | 2,89 millió n.a. | 304           |
| A minden eddiginél hatalmasabb Pandora elszabadítja eddigi leggonoszabb varázslatát. Mindeközben Abbie és Jenny összefog, amikor a legújabb szörny a Sleepy Hollowban élő gyermekeket veszi célba. |     |                                                      |                    |                                                   |                                       |                  |               |
| 36. | 5.  | A holtak nem mesélnek (Dead Men Tell No Tales)       | Russell Fine       | Sam Chalsen , Nelson Greaves                      | 2015. október 29. 2015. december 7.   | 4,57 millió n.a. | 305           |
| Amikor Ichabod régi ellenfele visszatér a halálból, Ichabod és Abbie Temperance Brennanhez és Seeley Boothhoz fordul segítségért, hogy a XXI. századi tudomány segítségével oldjanak meg pár XVIII. századi titkot. |     |                                                      |                    |                                                   |                                       |                  |               |
| 37. | 6.  | A vörös ruhás karibi nő (This Red Lady from Caribee) | Olatunde Osunsanmi | Shernold Edwards                                  | 2015. november 5. 2015. december 14.  | 3,04 millió n.a. | 306           |
| Amikor Pandora újabb ikonikus szörnyet szabadít el Sleepy Hollowban, amely álmukban kísérti a város lakóit, Abbie és Jenny kénytelen szembenézni fájdalmas múltjával. Mindeközben Abbie nehéz döntést hoz a karrierjével kapcsolatban, Crane pedig mindent megtesz, hogy saját tapasztalatával segítse őt. Vajon hozzásegítheti a helyes döntéshez?                       |     |                                                      |                    |                                                   |                                       |                  |               |
| 38. | 7.  | A háború művészete (The Art of War)                  | Hanelle Culpepper  | Joe Webb                                          | 2015. november 12. 2015. december 21. | 3,02 millió n.a. | 307           |
| Amikor Reynolds Washingtonba indul, hogy megtárgyalja a Nevins-ügy legújabb fejleményeit, Abbie veszi át az irányítást. Jenny és Joe váratlan következményekkel szembesül a szilánk ellopása után, amely a hősök és Abbie karrierjét is nagy veszélybe sodorja. Mindeközben egy új, minden eddiginél veszélyesebb gonosz bukkan fel a SLEEPY HOLLOW legújabb epizódjában. |     |                                                      |                    |                                                   |                                       |                  |               |
| 39. | 8.  | Novus Ordo Seclorum (Novus Ordo Seclorum)            | Russell Fine       | Leigh Dana Jackson                                | 2015. november 19. 2015. december 28. | 2,80 millió n.a. | 308           |
| Jenny és Joe veszekedése Sophie-val oda vezet, hogy Abbie komoly konfliktusba kerül Reynolds-zal. Eközben a tanúk kénytelenek megküzdeni a szilánk maradandó következményeivel, és komoly veszélyben találják magukat, amikor szemtől-szembe kerülnek a legnagyobb gonosszal, amit valaha is el tudtak képzelni.                                                          |     |                                                      |                    |                                                   |                                       |                  |               |
| 40. | 9.  | Egy élet (One Life)                                  | Kate Dennis        | Albert Kim                                        | 2016. február 5. 2016. március 14.    | 3,13 millió n.a. | 309           |
| Abbie hatalmas áldozatát követően Crane és Jennie elszámolnak a veszteséggel. Abbie megmentése érdekében Crane szokatlan szövetséget köt, Jenny pedig szembenéz egy korábbi ellenfelével. |     |                                                      |                    |                                                   |                                       |                  |               |
| 41. | 10. | Pur padré udvarházban (Incident At Stone Manor)      | Dwight Little      | M. Raven Metzner                                  | 2016. február 12. 2016. március 21.   | 3,16 millió n.a. | 310           |
| Abbie megmentése miatt Crane és Sophie szembenéz egy természetfeletti erővel, amely Sleepy Hollow lakóit vette célba, miközben Pandora és társa egyre erősebbé válik. Mindeközben Jenny igyekszik kideríteni, hogy mi történt a testvérével, így egy régi ellenfelével is meg kell küzdenie: az apjával. Vajon hőseink képesek megoldani eddigi legszemélyesebb ügyüket?  |     |                                                      |                    |                                                   |                                       |                  |               |
| 42. | 11. | Rokonlelkek (Kindred Spirits)                        | Olatunde Osunsanmi | Heather V. Regina                                 | 2016. február 19. 2016. március 28.   | 3,09 millió n.a. | 311           |
| Abbie, Crane és Jenny szeretne visszatérni a rendes kerékvágásba, ám új veszedelem fenyeget. Míg a csapat próbálja megfejteni, hogy az Emberszabású miért vált gonosszá, Crane úgy érzi, hogy Zoe-val való románca talán hosszú távon is gondot okozhat. |     |                                                      |                    |                                                   |                                       |                  |               |
| 43. | 12. | Az apa bűnei (Sins of the Father)                    | Wendey Stanzler    | Damian Kindler                                    | 2016. február 26. 2016. április 4.    | 2,96 millió n.a. | 312           |
| Miután Jennyi úgy dönt, hogy kérdőre vonja apját, régi családi viszályok kerülnek felszínre. Mindeközben Atticus Nevins visszatér a városba, ami nagyobb veszélyt jelent, mint azt az FBI gondolná. |     |                                                      |                    |                                                   |                                       |                  |               |
| 44. | 13. | Sötét tükör (Dark Mirror)                            | Sylvain White      | Sam Chalsen , Nelson Greaves                      | 2016. március 4. 2016. április 11.    | 2,96 millió n.a. | 313           |
| Amikor a New Jersey démonhoz hasonló lény dúlja fel Sleepy Hollow városát, Crane-nek a múltjában kell megtalálnia a megoldást. Mindeközben Jenny és Joe esetlenül kezdi meg új kapcsolatát, Abbie pedig továbbra is saját traumájával küszködik. |     |                                                      |                    |                                                   |                                       |                  |               |
| 45. | 14. | A vadonban (Into the Wild)                           | Paul Edwards       | Albert Kim                                        | 2016. március 11. 2016. április 18.   | 2,91 millió n.a. | 314           |
| Abby és Foster ügynök két napos FBi túlélőképzésre utazik, és találkoznak egy Pandora társa által megidézett lénnyel. Crane igyekszik többet megtudni a szimbólumról, amelyet abban a világban talált, ahol Abby raboskodott. |     |                                                      |                    |                                                   |                                       |                  |               |
| 46. | 15. | Incommunicado (Incommunicado)                        | Russell Fine       | Shernold Edwards , Heather V. Regnier             | 2016. március 18. 2016. április 25.   | 2,83 millió n.a. | 315           |
| Crane és Abbie kénytelen együttműködni leggyűlöltebb ellenfelével egy megdöbbentő természetfeletti esemény miatt. Joe és Jenny próbálja rendbe hozni a kapcsolatát. |     |                                                      |                    |                                                   |                                       |                  |               |
| 47. | 16. | Korai hajnal fény (Dawn's Early Light)               | Paul Edwards       | Leigh Dana Jackson , Sam Chalsen , Nelson Greaves | 2016. március 25. 2016. május 2.      | 2,52 millió n.a. | 316           |
| Ahogy Pandora társa egyre erősödik, Crane-nek meg kell vizsgálnia múltját Betsy Ross-szal, hogy kiderítse, miként állíthatná meg. Mindeközben Jenny apjával való kapcsolatán rágódik, Abbie pedig nehéz döntés elé kerül, mert egyre feszültebb a helyez Reynoldsszal. |     |                                                      |                    |                                                   |                                       |                  |               |
| 48. | 17. | Delaware (Delaware)                                  | Marc Roskin        | Damian Kindler                                    | 2016. április 1. 2016. május 9.       | 2,62 millió n.a. | 317           |
| A csapat új taggal bővül. Crane és Abigail tovább keresik a katakombákat. Pandora társa tovább erősödik, miközben lepereg a homokóra. Jenny megtud valami újdonságot édesapjáról. |     |                                                      |                    |                                                   |                                       |                  |               |
| 49. | 18. | Ragnarök (Ragnarok)                                  | Russell Fine       | M. Raven Metzner                                  | 2016. április 8. 2016. május 16.      | 2,96 millió n.a. | 318           |
| Egy megdöbbentő felfedezés után Abbie és Crane ráébred, hogy mit kell tenniük Pandora szelencéjének bezárásához. Mindeközben a csapat fáradhatatlanul munkálkodik Pandora társának megállításán, mielőtt még elpusztítaná a világot. |     |                                                      |                    |                                                   |                                       |                  |               |

### Negyedik évad (2017)
| Sor. | Év. | Cím                                                      | Rendező           | Író              | Premier                            | Nézettség        | Gyártási szám |
| --- | --- | -------------------------------------------------------- | ----------------- | ---------------- | ---------------------------------- | ---------------- | ------------- |
| 50. | 1.  | Columbia (Columbia)                                      | Russell Fine      | Albert Kim       | 2017. január 6. 2017. április 10.  | 2,19 millió n.a. | 401           |
| Crane és Jenny igyekszik boldogulni Abbie Mills váratlan halála után. Amikor Crane a fővárosban találja magát, kénytelen szokatlan szövetségeket kötni, hogy megtalálja a következő Tanút, mivel ráébred, hogy minden eddiginél gonoszabb erőkkel kell szembenéznie. |     |                                                          |                   |                  |                                    |                  |               |
| 51. | 2.  | A látszat csal (In Plain Sight)                          | Marc Roskin       | Bryan Q. Miller  | 2017. január 13. 2017. április 17. | 2,14 millió n.a. | 402           |
| Egy nagy felfedezést követően Crane és Jenny nehezen tájékoztatja Dianát a rossz hírekről. Mindeközben a csapat egy új ügyben boszorkányságra gyanakszik. Vajon Crane el tudja mondani valahogy Dianának mindazt, amit megtudott? |     |                                                          |                   |                  |                                    |                  |               |
| 52. | 3.  | Az állam fői (Heads of State)                            | Kellie Cyrus      | M. Raven Metzner | 2017. január 20. 2017. április 24. | 1,91 millió n.a. | 403           |
| Amikor Crane egyik legnagyobb ellenfele érkezik a városba, aki Washington legmagasabb rangú tisztségviselőinek biztonságát is veszélybe sodorhatja, a csapat kénytelen gyors megoldást keresni. Jake úgy ismeri a csatornákat, mint a tenyerét, és ez a kirakós fontos darabkájának bizonyul, miközben feltárják a múlt titkait, amelyek a válaszokhoz is elvezethetnek.      |     |                                                          |                   |                  |                                    |                  |               |
| 53. | 4.  | Állam kontra Ichabod Crane (The People v. Ichabod Crane) | Jim O'Hanlon      | Sam Chalsen      | 2017. január 27. 2017. május 1.    | 2,16 millió n.a. | 404           |
| Amikor egy olyan szörny tör a városra, amely áldozataiban azok legrémisztőbb személyes emlékeit idézi fel újra, a csapat kénytelen megtalálni a lény gyenge pontját, hogy megmentsék egyik barátjukat. Mindeközben Jenny szokatlan kapcsolatot épít, amely fontos lehet a világ megmentése szempontjából. Vajon a csapat győzedelmeskedhet az egyik legalattomosabb szörnyön? |     |                                                          |                   |                  |                                    |                  |               |
| 54. | 5.  | Sziklából fakasztott víz (Blood from a Stone)            | Marc Roskin       | Theo Travers     | 2017. február 3. 2017. május 8.    | 1,83 millió n.a. | 405           |
| Miközben Dreyfuss küldetése egyre jobban halad, fontos dolgokat tudhatunk meg a múltjáról. Korábbi társa visszatér, hogy benyújtson egy régi számlát, és kiderül, hogy Dreyfuss nem először kerül kapcsolatba a természetfelettivel. |     |                                                          |                   |                  |                                    |                  |               |
| 55. | 6.  | Hazatérés (Homecoming)                                   | Jim O'Hanlon      | Joe Webb         | 2017. február 10. 2017. május 15.  | 2,00 millió n.a. | 406           |
| Amikor a csapat rájön, hogy a Dreyfuss által keresett talizmánt talán pont a legnyilvánvalóbb helyen rejtették el, kénytelenek versenyt futni az idővel, hogy még a gonosz erők egyesülése előtt megtalálják. Jenny és Crane ellátogatnak múltjuk legfontosabb helyeire, ami felfokozott érzelmeket és keserédes emlékeket idéz fel bennük.                                   |     |                                                          |                   |                  |                                    |                  |               |
| 56. | 7.  | Családlátogatás (Loco Parentis)                          | Russell Fine      | Zoë Green        | 2017. február 17. 2017. május 22.  | 1,82 millió n.a. | 407           |
| Miközben Molly édesapja hazatér, Diana elgondolkozik azon, hogy vajon volt párja készen áll-e arra, hogy lánya életének állandó részévé váljon. |     |                                                          |                   |                  |                                    |                  |               |
| 57. | 8.  | Lángok martaléka (Sick Burn)                             | Darnell Martin    | Joey Falco       | 2017. február 24. 2017. május 29.  | 1,78 millió n.a. | 408           |
| Amikor az interneten nagy népszerűségen örvendő Logan Macdonald érkezik a városba, természetfeletti járvány tör ki egy vírusvideó miatt. Mindeközben Mollyt rémisztő látomás gyötri, amely borús jövő képét vetíti előre. Vajon a csapat képes lesz meggyógyítani a kórt, mielőtt az egész város elpusztul?                                                                   |     |                                                          |                   |                  |                                    |                  |               |
| 58. | 9.  | Gyerekjáték (Child's Play)                               | Michael Goi       | Francisca X. Hu  | 2017. március 3. 2017. június 5.   | 1,88 millió n.a. | 409           |
| Feltűnik egy szörny, amely Molly gyermekkori képzeletbeli barátjára hasonlít, így Diana kénytelen belátni, hogy lánya élete már soha többé nem lesz a régi. |     |                                                          |                   |                  |                                    |                  |               |
| 59. | 10. | Telhetetlen (Insatiable)                                 | Steven A. Adelson | Keely MacDonald  | 2017. március 10. 2017. június 12. | 1,74 millió n.a. | 410           |
| Amikor Diana egyik mentorát célba veszi egy borzasztó szörny, a nő úgy dönt, hogy a csapatnak ideje minden erejét latba vetnie Dreyfuss megállítása érdekében. |     |                                                          |                   |                  |                                    |                  |               |
| 60. | 11. | Kísért a múlt (The Way of the Gun)                       | Russell Fine      | Bryan Q. Miller  | 2017. március 17. 2017. június 19. | 1,82 millió n.a. | 411           |
| Amikor egy rejtélyes nő tűnik fel, a csapat megpróbálja kideríteni, kiről van szó és kivel is áll szövetségben. Mindeközben Alexnek meg kell birkóznia bonyolult érzéseivel, amikor szorult helyzetben találja magát. Vajon a csapat képes lesz feldolgozni az igazságot? |     |                                                          |                   |                  |                                    |                  |               |
| 61. | 12. | Holnap (Tomorrow)                                        | Marc Roskin       | Albert Kim       | 2017. március 24. 2017. június 26. | 1,96 millió n.a. | 412           |
| Miután a csapat bepillantást nyer a disztópiába, amely Dreyfuss hatalomra kerülése után várhat rájuk, még többet tudnak meg Laráról. Most, hogy már tisztában vannak azzal, mi forog kockán, vajon időben meg tudják még állítani a milliárdos őrültet? |     |                                                          |                   |                  |                                    |                  |               |
| 62. | 13. | Szabadság (Freedom)                                      | Russell Fine      | M. Raven Metzner | 2017. március 31. 2017. július 3.  | 1,72 millió n.a. | 413           |
| Dreyfuss végre elegendő erőt gyűjt össze ahhoz, hogy behatoljon a Fehér Házba, és csapatai annyira megerősödnek, hogy akcióba léphetnek. Vajon hőseinknek sikerül még idejében megállítania őt? |     |                                                          |                   |                  |                                    |                  |               |